# Molopostola
Molopostola is een geslacht van vlinders van de familie tastermotten (Gelechiidae).

## Soorten
- M. calumnians Meyrick, 1926
- M. rufitecta Meyrick, 1920